# Hesperiphona
A Hesperiphona a madarak osztályának verébalakúak (Passeriformes) rendjébe, ezen belül a pintyfélék (Fringillidae) családjába tartozó nem. Az ide tartozó fajokat régebben a Coccothraustes nembe sorolták.

## Rendszerezésük
A nemet Charles Lucien Jules Laurent Bonaparte francia ornitológus írta le 1850-ben, az alábbi fajok tartoznak ide:
- nyugati meggyvágó (Hesperiphona abeillei)
- kései meggyvágó (Hesperiphona vespertinus)

## Előfordulásuk
Észak-Amerika, Mexikó és Közép-Amerika területén honosak. Természetes élőhelyei a szubtrópusi vagy trópusi erdők, valamint emberi környezet. Állandó, nem vonuló fajok.

## Megjelenésük
Testhosszuk 19 centiméter körüliek.